# Guarda Velha
A Velha guarda  localizava-se no antigo Campo de Santo Antônio (atual largo da Carioca), onde hoje se ergue o edifício Avenida Central, no centro histórico da cidade e estado do Rio de Janeiro, no Brasil.

## História
Constituiu-se numa simples Guarda, posto policial militar, erguido no Campo de Santo Antônio pelo governador e capitão-general da capitania do Rio de Janeiro Gomes Freire de Andrade, 1.º Conde de Bobadela (1733-1763), e destinava-se a conter os frequentes conflitos e desordens entre os escravos carregadores de água no Chafariz ali existente à época (Chafariz da Carioca), tendo ficado conhecido pela população com  VelhaGuarda .